# Cemex
Cemex er verdens fjerdestørste producent af cement. Hovedkvateret er etableret i Monterrey,i det nordlige Mexico. Navnet Cementos Mexicanos kommer fra en sammensmeltning af Cemento Hidalgo (stiftet i 1906) og Cementos Portland Monterrey (stiftet i 1920).

## Links
- Cemex Oficiel hjemmeside

25°39′4″N 100°21′5″V / 25.65111°N 100.35139°V